# Palatul Episcopiei Greco-Catolice din Oradea
Palatul Episcopiei Greco-Catolice este un monument de arhitectură din Oradea, ridicat pe locul vechiului palat al Episcopiei Greco-Catolice de Oradea Mare. Lucrările de construcție au avut loc între anii 1903-1905. Clădirea a fost edificată în stil eclectic, după proiectul arhitectului Kálmán Rimanóczy. Edificiul a fost inaugurat de episcopul Demetriu Radu pe 11 iunie 1905.

## Istoric
În secolul al XVIII-lea episcopul romano-catolic Paul Forgách a ridicat pe amplasamentul actualului imobil o casă parohială pentru parohul Bisericii Romano-Catolice Sf. Ladislau, după construirea bisericii respective. În 1748 episcopul Meletie Covaci, vicar al episcopului romano-catolic, a primit această casă cu opt camere, pentru a-i servi drept reședință. Moise Dragoș, primul episcop al nou înființatei Eparhii de Oradea Mare, a ridicat un etaj la clădirea veche, în 1778. În anul 1836 imobilul a ars într-un incendiu și a fost refăcut. În anul 1875 episcopul Ioan Olteanu a construit o nouă aripă a reședinței episcopale, unde au fost amplasate birourile și fondurile diecezane, tot atunci fiind refăcută și fațada principală.
La începutul secolului al XX-lea, în timpul episcopului Demetriu Radu, clădirea a fost reconstruită după planurile arhitectului Kálmán Rimanóczy (fiul).

## Descriere
Palatul este construit în stil eclectic, în care stilul dominant este cel neogotic, dar este o împletire rafinată, firească, de mare artă între mai multe stiluri: romanic, rococo, baroc, Art Nouveau.
Clădirea a fost edificată pe două nivele: jos biblioteca, administrația, birouri, iar sus saloanele episcopale.
Întregul frontispiciu este asimetric și foarte variat, elementele neogotice dominând vizual edificiul. Ancadramentul accesului este continuat până la nivelul acoperișului, de la baza acestuia pornind două turnulețe de o parte și de alta a porții. Colțul clădirii este marcat de un turn aparent, doar acoperișul colțului clădirii creând această iluzie prin forma sa conică, diferită de restul învelitorii.

## Istoric
În 1948 a fost sechestrată de comuniști și transformată în școală populară, iar ulterior a devenit sediul Bibliotecii Județene.
În 1992, după căderea regimului comunist, edificiul a fost retrocedat proprietarilor de drept, dar fizic aceștia au intrat în posesia lui abia în 2005-2006, după mai multe dispute cu conducerea Bibliotecii Județene.
În 2007, fațada a fost reabilitată, dar interiorul a ajuns în stare avansată de degradare, nefiind supus niciunei renovări de peste un secol.

### Incendiul din august 2018

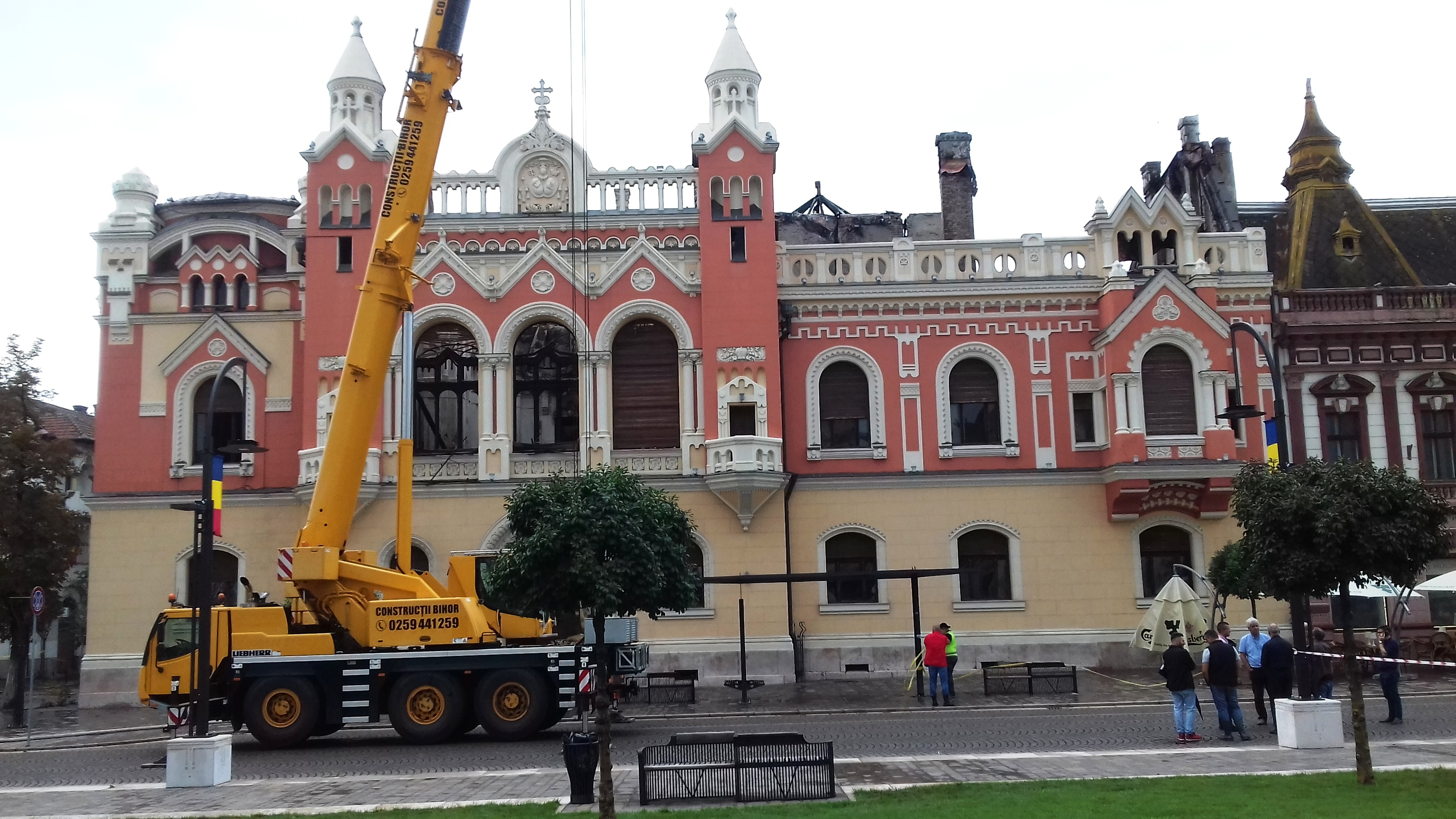
Palatul după incendiul din 25 august 2018

În 25 august 2018, în jurul orei 21:30, un incendiu puternic a afectat cca. 1.300 m², tavanul de la etajul 1 și acoperișul fiind distruse. Clădirea se afla în conservare și nu era asigurată în caz de incendiu. Incendiul ar fi fost provocat de un scurtcircuit. Lucrările de reabilitare ale clădirii au început în septembrie 2018, în prezent fiind reabilitat acoperișul și fațada exterioară. 